# Playa Area Fofa
La playa de Area Fofa es una playa situada en la localidad pontevedresa de Nigrán (Galicia, España), parroquia de Panjón. Se encuentra muy cerca de la Playa de Madorra.  Se trata de una playa semiurbana de arena blanca y fina. Tiene unos 100 metros de longitud y unos 20 metros de anchura media.
Cuenta con acceso para minusválidos, ducha, baño y chiringuito a pie de playa. Cuenta con acceso por carretera, dispone de lugares de aparcamiento y de una plaza para minusválidos. 
- Datos: Q27670334